# نینتندو دی‌اس
نینتندو دی‌اس (به انگلیسی: Nintendo DS) کنسول دستی ساخت شرکت نینتندو است که در سال ۲۰۰۴ به بازار ارائه شد.
این کنسول دارای دو صفحه نمایش ال سی دی می‌باشد که از صفحه پایین به عنوان تاچ اسکرین استفاده می‌شود. در اغلب بازی‌ها با حرکت قلم روی این صفحه بازی انجام می‌شود. این کنسول پرفروش‌ترین کنسول دستی جهان است.
در سال ۲۰۰۶ شرکت نینتندو نسخه جدیدی از این سیستم به نام دی‌اس لایت را به بازار داد که نسبت به طرح اولیه باریکتر و سبک‌تر و دارای صفحه نمایش پر نور تری است.
در سال ۲۰۰۸ نینتندو طرح جدیدی از این کنسول به نام دی.اس. آی را به بازار داد که کمی باریکتر از دی‌اس لایت بوده و دارای صفحه‌های کمی بزرگتر می‌باشد و همچنین مجهز به دو دوربین می‌باشد که می‌توان از آن‌ها برای نرم‌افزارهای تفریحی مخصوص این سیستم و همچنین در آینده در برخی بازی‌ها بهره گرفت.
در سال ۲۰۱۱ نینتندو با عزضه 3ds که نسخه ای بهبود یافته چه از نظر قدرت گرافیکی و چه از نظر کنترل و صفحه نمایش بود گامی روبه جلو در عرصه کنسول‌های قابل حمل برداشت. نسخه 3ds آزادی عمل بسیار بیشتری به توسعه دهندگان بازی‌های ویدیویی می‌داد به طوری که کارتریج‌های تری دی اس راه خود را از کارتریج‌های دی اس جدا کرد.
سال ۲۰۱۲ با عرضه نینتندو تری دی اس ایکس ال همراه بود که تنها ویژگی حائز اهمیت آن صفحه نمایش ۴٫۸۸ اینچی آن بود که این رقم در تری دی اس ۳٫۵۳ اینچ بود.
سال بعد، یعنی ۲۰۱۳ نینتندو کنسولی دستی جدیدی تحت سایه خانواده دی اس منتشر کرد؛ نینتندو 2ds. تنها نکته جدید دربارهٔ این کنسول دستی دو صفحه نمایش غیرتاشو بود که تا آن زمان در خانواده دی اس بی‌سابقه بود. این کنسول از کارتریج‌های 3ds و ds پشتیبانی می‌کرد به همین دلیل تو دی اس را جزو خانواده 3ds می‌دانند.
سال ۲۰۱۴ اما زمان آن فرا رسید که نینتندو دوباره عرضه نسخه جدید دی اس را با ارتقای سخت‌افزار همراه کند؛ نیو نینتندو ۳ دی اس (new nintendo 3ds). این بار نسخه جدید خانواده دی اس با ۴ مگابایت ارتقای رم گرافیکی (VRAM) همراه شد و یک آنالوگ راست به طراحی این کنسول جدید اضافه شد. اندازه صفحه نمایش ۳٫۸۸ اینچ در نظر گرفته شد و با اضافه شدن آنالوگ راست و افزایش قدرت گرافیکی بازی‌هایی مانند ماینکرفت، زینوبلید کرونیکلز و فایر امبلم واریرز توانایی اجرا روی این دستگاه را داشتند؛ لازم است ذکر شود که بازی‌های اختصاصی نیو نینتندو تری دی اس غیرقابل اجرا بر روی مدل‌های پیشین بودند.
و اما سال ۲۰۱۵ و عرضه نسخه جدید new nintendo 3ds xl. همان‌طور که از نام این کنسول پیداست افزایش اندازه صفحه نمایش در طراحی آن صورت گرفت و این بار بازی‌های نیو نینتندو تری دی اس بر روی دو صفحه ۴٫۸۸ اینچی قابل اجرا بودند.
با عرضه نینتندو سوییچ در می سال ۲۰۱۷ طرفداران خانواده دی اس را بازنشسته شده می‌پنداشتند اما در کمال تعجب در جولای همان سال یعنی ۴ ماه بعد نینتندو نسخه ای جدید از این خانواده یعنی نیو نینتندو ۲ دی اس ایکس ال (new nintendo 2ds xl) را منتشر کرد.

کنسول‌های دستی نینتندو دی‌اس رقیب سیستم قابل حمل سونی یعنی پی‌اس‌پی بود و سونی در عرصه ساخت کنسول‌های دستی گام به گام با نینتندو پیش می‌رفت اما با شکست پلی استیشن ویتا (نسخه ای جدید از کنسول‌های دستی سونی) و موفقیت ۳ دی اس، سونی از گود رقابت کنسول‌های دستی کنار رفت و هنوز هم نینتندو در ساخت و عرضه کنسول‌های دستی بی رقیب است. از ویژگی‌های کنسول نینتندو دی‌اس داشتن طیف وسیعی از نرم‌افزار و بازی برای هر قشر و هر سن و سال می‌باشد و از بازی‌های تقویت حافظه و بازهای کلاسیک مثل شطرنج و پوکر و جدول تا بازی‌های اکشن و شوتر و نقص‌آفرینی و حتی آموزش آشپزی و… را شامل می‌شود.